# Impatiens warburgiana
Impatiens warburgiana là một loài thực vật có hoa trong họ Bóng nước. Loài này được G.M.Schulze & R.Wilczek mô tả khoa học đầu tiên năm 1959.